# Cavassa
I Cavassa di Carmagnola e Saluzzo furono signori di Cervignasco e consignori di Beinasco e Costigliole Saluzzo

## Storia
La famiglia Cavassa fu presente a Carmagnola già nel XIII secolo: Goslinus Cavaxza fu testimone in un atto del 1217, Otto Cavassa fu nominato nel 1227 fra gli uomini di Carmagnola deputati dal marchese Bonifacio II del Monferrato, reggente per volontà di Manfredo III di Saluzzo a determinare i confini dei terreni acquistati dal Monastero di Casanova dai conti di Lomello. Nel XIV secolo Obertone Cavassa fu nominato fra i capi di casa presenti all'assemblea dell'8 dicembre 1309, tenuta da Manfredo IV di Saluzzo con i cittadini di Carmagnola insieme ai suoi figli Gadello e Giovanni padre di Ardizzone e Andrea.
Giovanni Cavassa, figlio di Andrea ebbe due figli: Bartolomeo e Vieto. Bartolomeo, consigliere di Mondovì  nel 1388,  fu padre di Enrico, sindaco di Carmagnola con Clemente di Montaldo nel 1437, un anno dopo che la stessa carica era stata ricoperta da Filippo Granetto e Bonifacio Ternavasio. Enrico comprò nel 1438, dalla famiglia Ferreri di Mondovì, una casa feudale conosciuta come Palazzo degli Elefanti per via degli affreschi sulla facciata che ritraggono un corteo di elefanti eseguiti nel 1567 per ricevere il duca Ludovico Gonzaga-Nevers. Oggi questa casa ospita la Società Operaia Francesco Bussone. Enrico fu nuovamente sindaco nel 1442 con Antonio Gatto e morì nel 1476 lasciando una sola figlia, Gloriosa, che sposò in prime nozze Giovanni Roero di Sommariva e, in seconde, il cugino Galeazzo. 
Vieto, vivente nel 1406 fu padre di: Giovannone podestà di Belluno nel 1405, consigliere al parlamento di Grenoble nel 1422 e di Pietro sindaco di Carmagnola nel 1490 con Giovannino de Pagno e Giacomo Granetto. Pietro fu padre di: Giovanni e Galeazzo.
- Giovanni Cavassa, fu padre di Teodoro morto nel 1504, decurione di Carmagnola con Enrico Gamena nel 1515 e nel 1517 con Matteo de Facis. Teodoro sposò Bianchetta Granetto, figlia di Giacomo, ed ebbe Costanzo, decurione con Bertino Granetto di Carmagnola nel 1539,  che sposò nel 1522 Maria Orsini di Rivalta, figlia di Guglielmo, signore di Rivalta. Da quest'ultima coppia nacquero: Giuseppe, nato nel 1530, padre di Giovanni Nicola che fu inviato ambasciatore al re Enrico II di Francia, Giovanni Nicolò padre di Teodoro che sposò Luciana Borgaro.[1].

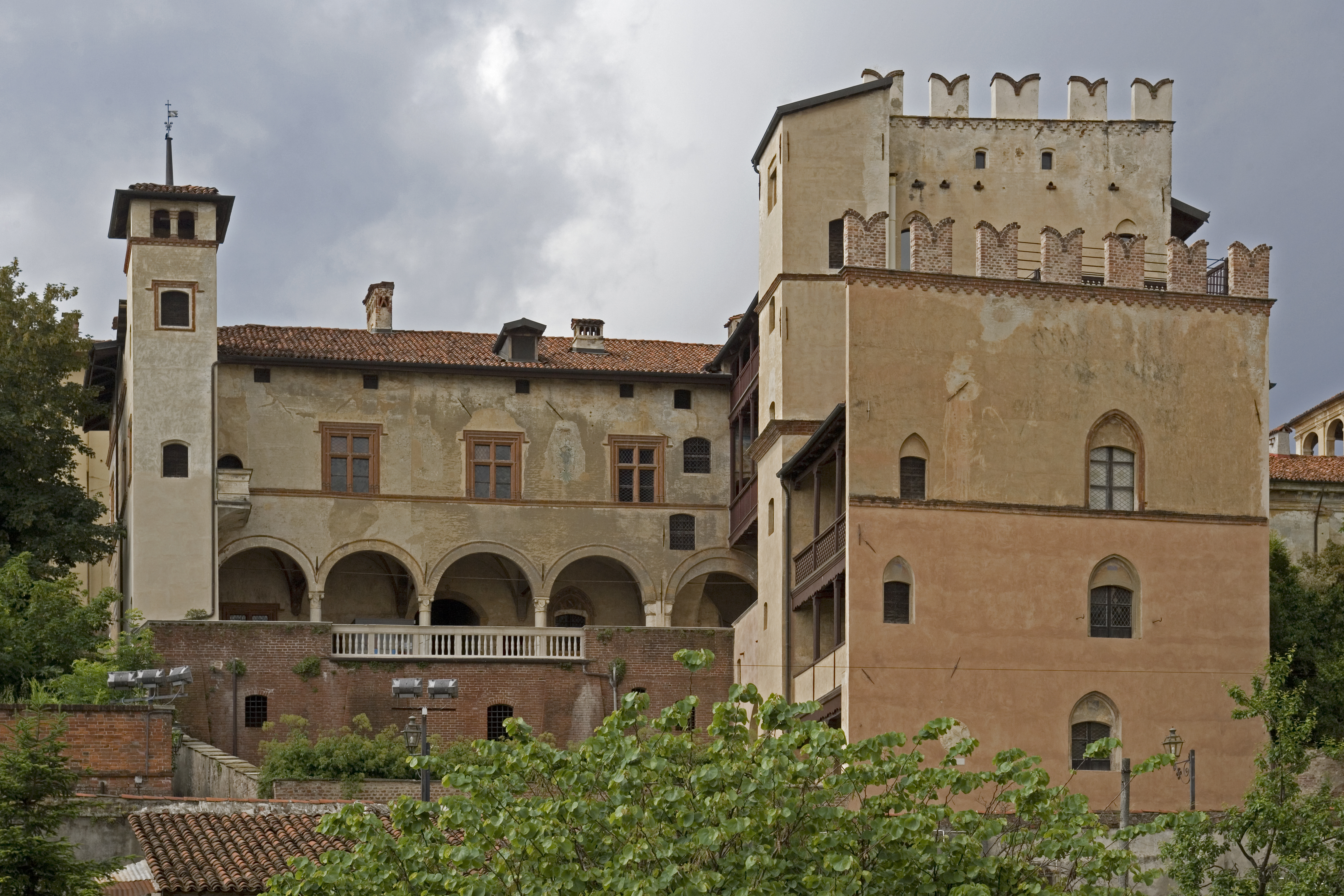
Saluzzo, Casa Cavassa

- Galeazzo Cavassa, morto nel 1483, si laureò in legge nel 1450 e nel 1464 ricevette da Ludovico II di Saluzzo la carica di Vicario generale del Marchesato[2] e la donazione del palazzo rinascimentale chiamato ancora Casa Cavassa. Venne sepolto nella Chiesa di S. Giovanni di Saluzzo. Sposò sua cugina Gloriosa, figlia di Enrico dalla quale ebbe: 1) Francesco, vicario marchionale 2) Feliciano[3] 3) Giò Pietro, castellano e podestà di Carmagnola negli anni 1509 e 1510, poi podestà di Saluzzo nel biennio 1511/12 e nuovamente podestà di Carmagnola nel 1512.[4]  4) Paolo marito di Antonina Elioni padre di: 1) Girolamo[5] 2) Giovanni che portò il pallio sotto il quale Enrico II di Francia entrò in Carmagnola 3) Tommaso padre di Francesco e di Galeazzo II, Podestà di Bra, vicario di Asti nel 1529, consigliere del marchese Michele Antonio di Saluzzo. e più volte sindaco di Carmagnola[6]  Galeazzo II fu padre di 1) Bartolomeo canonico di Carmagnola nel 1554[7]s 2) Giovanni Paolo, capitano degli archibugeri[8] 3) Giuovanni Battista padre di Galeazzo[9]

Francesco Cavassa morto nel 1528, figlio di Galeazzo, venne creato nel 1488 vicario particolare del Marchese Ludovico II di Saluzzo e giudice supremo delle cause d'appello. Fece costruire da Matteo Sanmicheli la tomba di suo padre Galeazzo nella Chiesa di S.Giovanni di Saluzzo e il portale di Casa Cavassa e affidò ad Hans Clemer   la Pala della Madonna della Misericordia dove sono ritratti Ludovico II di Saluzzo e Margherita de Foix de Candale. Nel 1502 divenne vicario del contado di Saluzzo per il marchese Ludovico II di Saluzzo, quindi suo consigliere. Nel 1504 divenne vicario generale del marchesato sotto la reggenza di Margherita de Foix de Candale . che ottenne la protezione di Luigi XII di Francia. Come vicario generale diede vita a una Camera dei conti e nel 1511 ottenne dal Papa Giulio II che Saluzzo acquistasse il rango di sede vescovile. La sua fortuna terminò quando Giovanni Ludovico di Saluzzo, che era stato incarcerato per essersi alleato con Carlo V d'Asburgo,  fu liberato nel 1528. Francesco fu imprigionato nella rocca di Revello dove morì. Suo figlio Tommaso nel 1543 fu chiamato da Gabriele di Saluzzo e dal suo siniscalco Pietro Granetto a far nascere il tribunale per la cognizione delle cause del Marchesato di Saluzzo. Sempre Gabriele di Saluzzo  lo chiamò nello stesso anno a ricoprire la carica di Podestà..  Anche suo figlio Francesco fu per tre volte sindaco di Carmagnola
Giuseppe Cavassa nato nel 1610, figlio di Giovanni Nicola, nel 1650 fu assessore delle finanze per le truppe che svernavano a Carmagnola. Sposò Lucrezia Menochio . e fu padre di Giò Nicola marito di Francesca Demarchi,  Anna Maria moglie di Luigi Provagnetto, Antonia Leonora, moglie di Michele Capra di Azzano (1658) e Giò Agostino (1644-1686) marito di Giulia Provagnetto e padre di Luigi (1675-1752) marito di Amma Maria Spanzotti e padre di Anna Elisabetta moglie di Filippo Antonio Goretti e, in seconde nozze di Carlo Alessio Rasetti e di Giò Francesco Maria.

## Esponenti della famiglia Cavassa
- Giò Francesco Maria (1723-1771) sposò Rosa Felicita Teresa Franchi e in seconde nozze Maria Maddalena Casanova. Fu padre del canonico Ludovico Gerolamo (1754-1830) del sacerdote Carlo Emanuele (1770-1800), di Anna moglie di Pietro Mancio, di Teresa moglie di Giuseppe Chiaverotti e di Giovanni Battista (1760-1806) marito di Paola Maria Giordano (1767-1843).
- Vincenzo Giacinto Cavassa (1798-1856), professore della facoltà di Lettere nella Reale Accademia Militare di Torino.
- Francesco Cavassa (1865-1944), medico, cavaliere dell'Ordine della Corona d'Italia, marito di Andreina Zeppegno e padre di Lidia sposata con Ferdinando Rimini
- Emilio Cavassa (1911-1985), Gran Ufficiale cavaliere dell'Ordine della Corona d'Italia, marito di Maria Fra
- Umberto Vittorio Cavassa, giornalista

## Arma
D'azzurro, al cavedano (quagliasco) d'argento, posto in banda.